# Yonaguni (đảo)
Yonaguni (与那国島 (Dữ Na Quốc đảo) Yonaguni-jima) còn được gọi là Dunan (ドゥナン) hay Dunan-chima (ドゥナンチマ) theo tiếng Yonaguni, một hòn đảo nằm về phía cực tây của Nhật Bản.

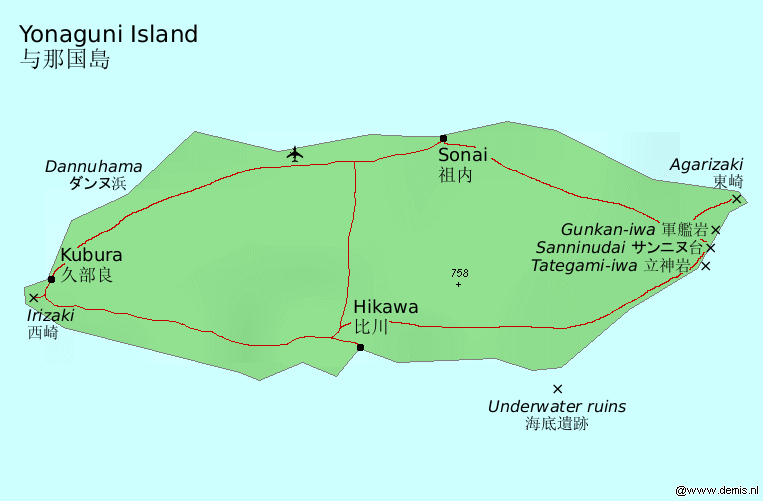
Yonaguni

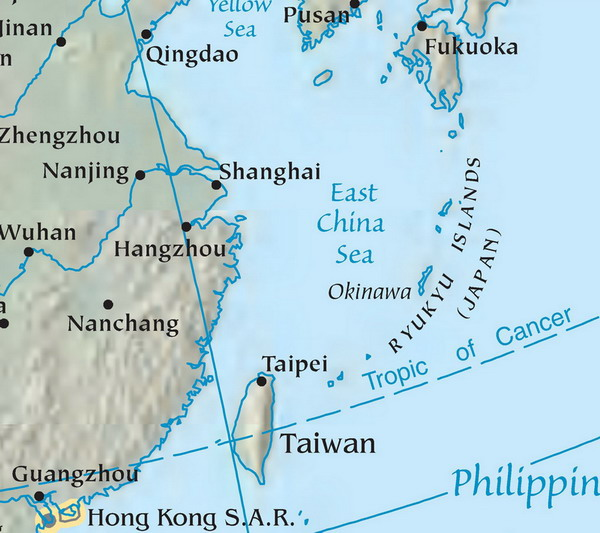
Vị trí Yonaguni

Tiếng địa phương là tiếng khó hiểu đối với người nói tiếng Nhật và thậm chí những người nói ngôn ngữ Ryukyu nhưng nó vẫn được một vài người lớn tuổi sử dụng. Dunan là tên gốc của đảo và có cùng nguồn gốc với Yona- trong tên tiếng Nhật.

## Địa lý

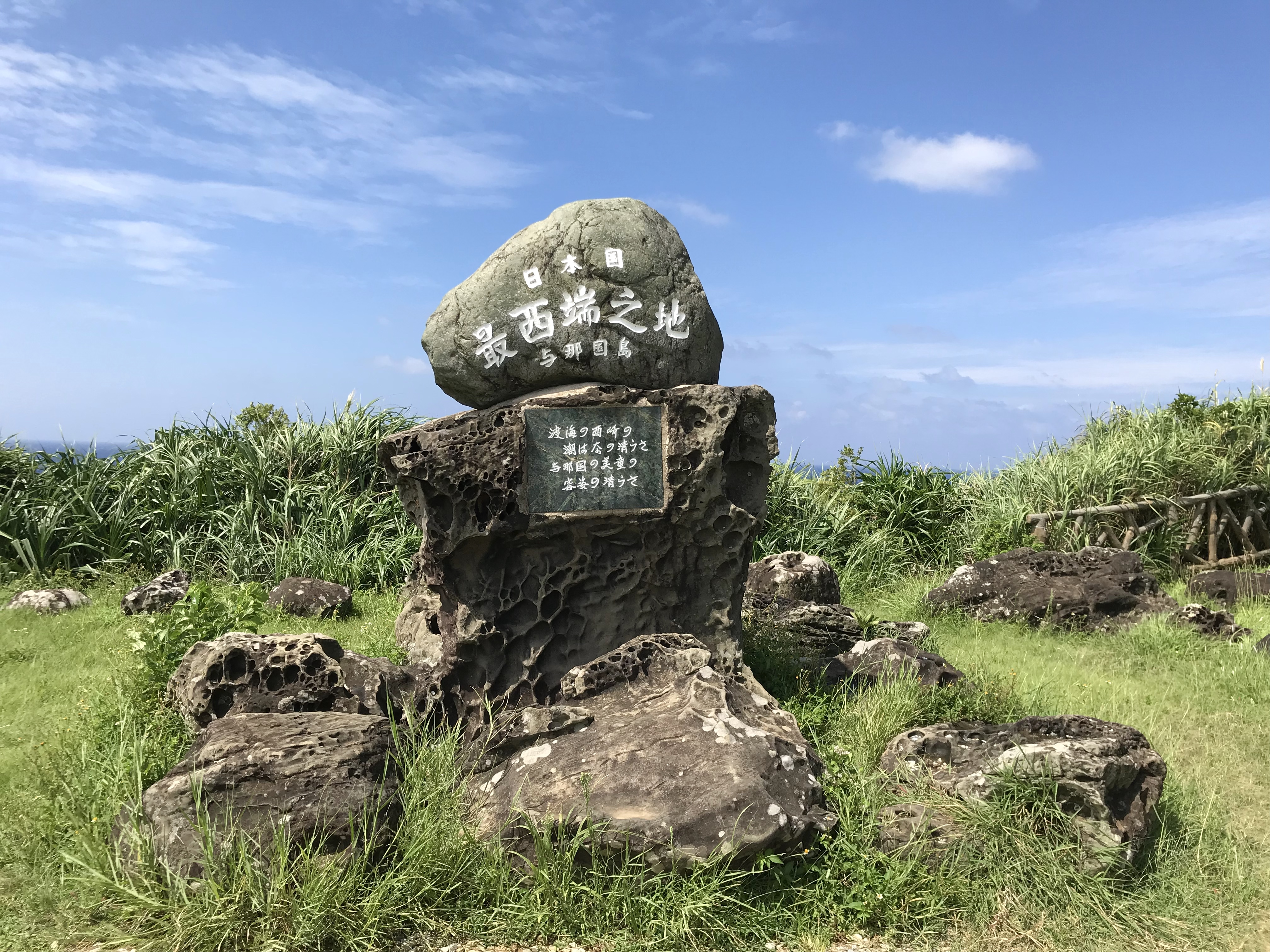
Điểm mốc cực Tây của Nhật Bản, mũi Irizaki

Yonaguni nằm cách bờ biển phía đông Đài Loan 125 km và ở tận cùng của chuỗi quần đảo Ryukyu, nó nằm giữa biển Đông Trung Quốc và Thái Bình Dương.
Đảo có diện tích 28,88 km2 với dân số khoảng 1700, nhiệt độ trung bình hàng năm 23,9 °C, và lượng mưa trung bình năm 3000 mm. Tất cả các đảo đều là đô thị thuộc Yonaguni, Yaeyama Gun, Okinawa vào gồm 3 đô thị: Sonai, Kubura và Higawa. Nó được sáp nhập vào hoàng gia Ryūkyū vào năm 1610.
Yonaguni, có điểm đặc biệt là Cape Irizaki 24°26′58″B 122°56′1″Đ / 24,44944°B 122,93361°Đ ở phía tây của đảo, và là điểm cực Tây của Nhật Bản. Người Đài Loan nói rằng có thể nhìn thấy Irizaki trong ngày trời trong.

## Lịch sử
Yonaguni là một phần của lục địa cho đến cuối kỷ băng hà. Vào thế kỷ 12, nó được sáp nhập vào vương quốc Ryūkyū cho đến thế kỷ 17 và sau đó sáp nhập vào han, Satsuma Nhật Bản. Năm 1879, đảo chính thức được sáp nhập vào Nhật Bản. Cho đến đầu thế kỷ 20, Yonaguni là một phần của làng Yaeyama, làng này bao gồm cả quần đảo Yaeyama bên cạnh, nhưng sau đó nó trở thành một làng độc lập vào năm 1948. Từ năm 1945 đến 1972, nó bị Hoa Kỳ chiếm đóng và sau đó nó được trả về cho Nhật Bản, thuộc tỉnh Okinawa.
Ngày 4 tháng 5 năm 1998, một phần của đảo bị phá hủy bởi một trận động đất có tâm chấn dưới biển.

## Các điểm nổi tiếng
Yonaguni được biết đến ở Nhật Bản bởi sản phẩm hanazake, một loại thức uống pha chế từ rượu gạo có hàm lượng cồn 60% (awamori) chỉ được sản xuất trên đảo này.
Hòn đảo cũng là môi trường tự nhiên duy nhất nuôi giống ngựa đặc biệt, ngựa Yonaguni.
Yonaguni là nơi thu hút các thợ lặn do có rất nhiều cá mập đầu búa săn mồi trong khu vực này trong suốt mùa đông.
Vào thập niên 1980, các thợ lặn phát hiện ra một thành hệ đá dưới nước rất ấn tượng nằm ở điểm cực nam của đảo. Đây còn được gọi là Yonaguni Monument, nơi này có cấu tạo bậc giống như các bậc của cầu thang với bề mặt bằng phẳng và các góc rõ ràng. Dựa trên những đặc điểm này, các học giả cho rằng nó là một công trình nhân tạo có tuổi hàng ngàn năm.

## Giao thông
Trên đảo có sân bay Yonaguni.